# Rockhead (Album)
Rockhead ist das 1992 veröffentlichte einzige Musikalbum der gleichnamigen kanadischen Hard-Rock-Band Rockhead.

## Hintergrund
Bob Rock, Produzent für Mötley Crüe, Skid Row, The Cult, Metallica und weitere bekannte Künstler, war bereits 1981 Mitglied der Band Payola$, mit der er bis 1985 vier Alben aufnahm. 1988 gründete er mit ehemaligen Payola$-Mitgliedern die Band Rockhead. In der Folge konzentrierte er sich auf die Produzententätigkeit und konnte mit den Alben Sonic Temple (The Cult, 1989), Dr. Feelgood (Mötley Crüe, 1989) und vor allem Metallica (Metallica, 1991) Welterfolge feiern. Erst 1992 konnte seine Band die Single Heartland vorlegen. Im selben Jahr produzierte er das Album Keep the Faith von Bon Jovi. Rocks Produzenten-Aufträge verzögerten so immer wieder die eigene Album-Einspielung, was aber hinsichtlich ständiger Arrangement-Verbesserungen und neuer Liedideen im Nachhinein als Vorteil empfunden wurde.
Am Songwriting hatten sich Billy Duffy, Jon Bon Jovi und Richie Sambora beteiligt; Sambora war auch als Gastmusiker für den Song House of Cards aktiv, Duffy spielte Leadgitarre bei Hell’s Back Door. Weitere Gäste bei den Aufnahmen des Albums waren der Little-Caesar-Gitarrist Apache (Sleepwalk), Kenny Greer und Scott Humphrey. Zunächst veröffentlichte die Plattenfirma 1992 eine Timer betitelte Promo-EP, die fünf Lieder enthielt, die auch auf dem Album erschienen.
Rockhead erschien 1992 mit dreizehn Titeln. Als weitere Singles wurden nach der Albumveröffentlichung Bed of Roses und Chelsea Rose ausgekoppelt. Die Maxi-CD zu Bed of Roses enthielt neben dem Titellied auch den Song Angelfire und einen mehr als sechs Minuten langen Remix des Liedes Sleepwalk, der von Skinny Puppy erstellt worden war. Für Chelsea Rose wurde auch ein Musikvideo produziert, die Maxi-CD enthielt außerdem eine Akustikversion von Angelfire sowie zwei Versionen des Sleepwalk-Remixes. In Großbritannien erschien Chelsea Rose zusätzlich als Vinyl-Maxisingle. Trotz positiver Kritiken und einer Tournee der Band als Support von Bon Jovi auf der Keep the Faith-Tournee war dem Album kein Erfolg beschieden, und die Gruppe löste sich 1993 wieder auf.

## Titelliste
| Nr.          | Titel                                                                 | Autor(en)                                | Länge |
| ------------ | --------------------------------------------------------------------- | ---------------------------------------- | ----- |
| 1.           | Bed of Roses (als 2. Single ausgekoppelt)                             | Jayme Kosh / Bob Rock                    | 4:06  |
| 2.           | Chelsea Rose (als 3. Single ausgekoppelt)                             | Jayme Kosh / Bob Rock                    | 5:28  |
| 3.           | Heartland (als 1. Single ausgekoppelt)                                | Jayme Kosh / Bob Rock                    | 5:55  |
| 4.           | Lovehunter                                                            | Jayme Kosh / Bob Rock                    | 4:47  |
| 5.           | Death do Us Part                                                      | Jayme Kosh / Bob Rock                    | 4:26  |
| 6.           | Warchild                                                              | Jayme Kosh / Bob Rock                    | 7:12  |
| 7.           | Sleepwalk (Remix Somnameulatum Mix (6:43) von Skinny Puppy verfügbar) | Jayme Kosh / Bob Rock                    | 3:21  |
| 8.           | Hell’s Back Door                                                      | Billy Duffy / Bob Rock                   | 4:49  |
| 9.           | Hard Rain                                                             | Jayme Kosh / Bob Rock                    | 3:57  |
| 10.          | Angelfire (Akustikversion auf der Maxi-CD Chelsea Rose verfügbar)     | Jayme Kosh / Bob Rock                    | 2:24  |
| 11.          | Webhead                                                               | Jayme Kosh / Bob Rock                    | 0:54  |
| 12.          | Baby Wild                                                             | Bob Rock                                 | 6:03  |
| 13.          | House of Cards                                                        | Jon Bon Jovi / Richie Sambora / Bob Rock | 5:53  |
| Gesamtlänge: | Gesamtlänge:                                                          | Gesamtlänge:                             | 59:21 |

## Rezeption
Das Magazin Rock Hard schrieb, Rock und seine Truppe versuchten, „mit ihrem Erstling in die Fußstapfen derer zu treten, die Rock zuvor produziert und denen er zu Weltruhm verholfen“ habe. Dabei schlage sich die Gruppe „mehr als achtbar“, denn erstens stimme „die Produktion“ und zweitens funktioniere das Songmaterial. Alle 13 Nummern würden sich „als echte Highlights“ erweisen. Dabei verkomme „kein einziger Song zu blassem Mainstream“. Es gehe „durchweg melodisch, aber dennoch hart zur Sache“, die Arrangements seien „natürlich perfekt und trotzdem nicht überproduziert.“ Der Autor empfiehlt insbesondere die Titel Bed Of Roses, Heartland, House Of Cards, Warchild und Sleepwalk.